# 575195 Carpineti
575195 Carpineti este o planetă minoră (asteroid) din centura de asteroizi. A fost descoperită pe 6 decembrie 2012 la  de  și a fost numită după Carpineti⁠(d). 
Obiectul prezintă o orbită caracterizată de o semiaxă mare de 2,4092550338821 UAi, o excentricitate de 0,23113151684211, o înclinație de 11,724355157267 ° în raport cu ecliptica.